# Спутник (стадион, Тольятти)
«Спутник» — футбольный стадион в Автозаводском районе Тольятти.
Стадион расположен рядом с гостиницей «Юбилейная», где как правило останавливаются все команды, которые приезжают в город играть в футбол.
С 1996 года на месте стадиона «Спутник» была автостоянка.
В 2002 году на единственной трибуне были установлены пластиковые кресла, постелен газон с искусственным покрытием — это и считается днём рождения стадиона.
В 2004 году на стадионе проводили свои домашние матчи дублёры самарских «Крыльев Советов».
21 июля 2004 года свой официальный матч сыграла «Лада» — на основной арене города (стадионе «Торпедо») проводились соревнования среди сотрудников «Сбербанка», и по мнению чиновников города это событие было гораздо важнее футбола во втором дивизионе чемпионата России — и «Ладе» с нижегородской «Электроникой» пришлось свой матч провести на стадионе «Спутник». Матч закончился победой хозяев 3:1 при аншлаге.
В 2004 году, играя на стадионе, женская команда «Лада» сделала «золотой дубль», победив в чемпионате и кубке страны.
7 ноября 2013 года на стадионе состоялся матч на Суперкубок Самарской области по футболу между командами НТЦ (Тольятти) и «Локомотив» (Самара) (1:2).

## Значимые матчи
Кубок России по футболу среди женщин
| 15 июля 2003 Финал. Первый матч | Лада | 0:1 | Энергия           | Тольятти                                               |
|                                 |      |     | 55′ (пен.) Саенко | Стадион: Спутник Зрителей: 900 Судья: Павлова (Москва) |

| 26 октября 2004 Финал. Второй матч | Лада                                                     | 5:2   | Россиянка               | Тольятти                                                   |
|                                    | Воскресенская 28′, 78′ · Барбашина 30′, 31′ · Савина 38′ | отчет | Летюшова 8′ (пен.), 53′ | Стадион: Спутник Зрителей: 500 Судья: Ульяновская (Калуга) |